# 바우트 (프로게이머)
바우트(본명: 한진솔, 2001년 3월 30일 ~ )는 대한민국의 리그 오브 레전드 프로게이머로 아이디는 Baut이다. 포지션은 서포터이며 현재 한화생명 e스포츠 소속이다.

## 선수 생활
2021시즌을 앞두고 한화생명 e스포츠의 2군팀으로 콜업되면서 프로 커리어를 시작했다.

## 소속팀
| # | 팀명             | 소속 기간 | 소속 리그 | 비고 |
| - | ---------------- | --------- | --------- | ---- |
| 1 | 한화생명 e스포츠 | 2021.01~  | LCK       |      |

## 수상 내역
- LCK 챌린저스 리그 스프링 2021 준우승